# Лох-Катрин
Лох-Катри́н (англ. Loch Katrine, гэльск. Loch Ceiteirein; Loch Ceathairne) — пресноводное озеро в Шотландии, в административном округе Стерлинг, в границах национального парка Лох-Ломонд-энд-те-Троссахс и регистрационного округа Пертшир. Площадь поверхности — 12,4 км². Высота над уровнем моря — 116 м.

## География
Расположено в центральной части Шотландии, в бассейне реки Форт, в 30 км к северо-западу от Стерлинга. Имеет извилистую форму. Сколь-либо крупные поселения на берегах озера отсутствуют. На озере Катрин есть несколько небольших островов: остров Эллен, Чёрный остров и остров Фэкторс. Озеро имеет длину около 13 км и ширину 1,6 км в самом широком месте (0,97 км — средняя ширина). По оценкам, оно содержит 772 300 000 м³ воды при средней глубине 30 м, что составляет более 40 % от максимальной наблюдаемой глубины 151 м.

## Этимология
Шотландский топонимист Уильям Уотсон полагал, что слово Katrine имеет «полностью пиктское» происхождение, и выводит его от расширенного кельтского корня *ceit, что означает «темное, мрачное место» — имя, относящееся к сильно заросшему озеру с лесистыми берегами.
Также была выдвинута гипотеза, что имя Катрин имеет этимологию горца-грабителя от гэльского ceathairne, собирательного слова, означающего вора скота или, возможно, крестьянство.

## Туризм

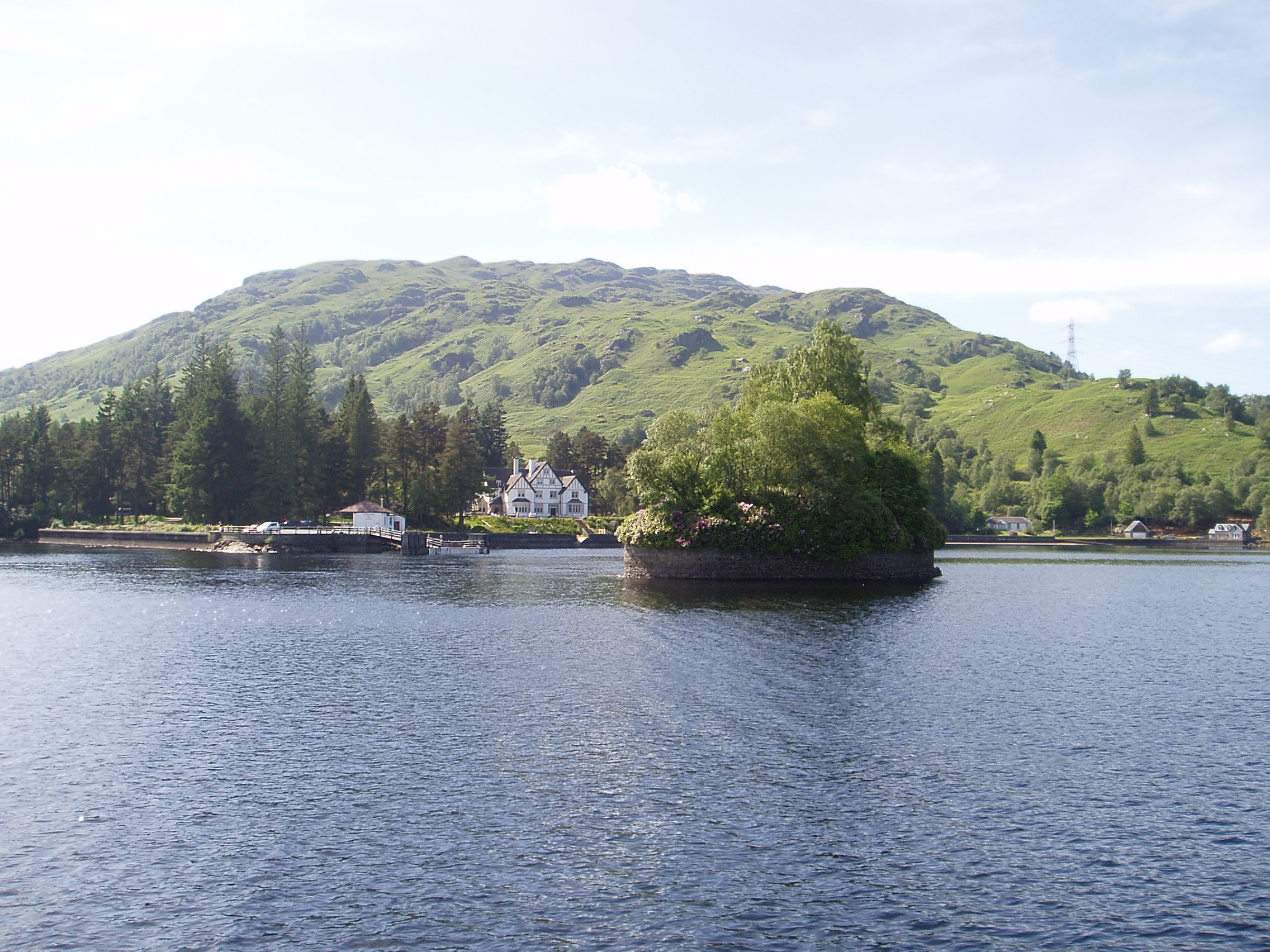
Вид на деревушку Стронаклакар с озера.

Озеро популярно среди туристов и приезжих из Глазго и близлежащих городов; нахлыстовая и лодочная ловля форели разрешена на озере с весны до осени. С 28 марта по 28 октября, 5 раз в день организуются круизы по озеру на старинном пароходе «Вальтер Скотт».

## В культуре
- Является вымышленным местом действия поэмы сэра Вальтера Скотта «Дева озера» и основанной на ней одноимённой оперы Джоаккино Россини.
- Является одним из мест действия научно-фантастического романа французского писателя Жюля Верна «Чёрная Индия».

## Экология
Лох-Катрин в настоящее время принадлежит корпорации Scottish Water и с 1859 года является основным источником воды для большей части города Глазго и его окрестностей.
Судам на дизельом топливе запрещена навигация в водах озера из-за опасности загрязнения питьевой воды Глазго. Угольный пароход SS Sir Walter Scott, совершавший плавания по озеру с 1900 года, в 2007 году был переоборудован для использования биодизельного топлива.